# Mayetiola destructor
La mosca del trigo (Mayetiola destructor) es una especie de mosca de la familia  Cecidomyiidae que es una plaga de las cosechas de cereales, incluidos trigo, cebada y centeno. Si bien originalmente era nativa de Asia, fue transportada a Europa y posteriormente a América del Norte, aparentemente en los colchones de paja de las tropas alemanas (soldados hessianos) durante la Revolución de las Trece Colonias (1775–83). 
Por lo general tiene dos generaciones por año pero puede llegar a tener hasta cinco. En la primavera la hembra, de color oscuro, pone hasta 300 huevecillos rojizos en las plantas, de ordinario donde los tallos se encuentran cubiertos por las hojas; las larvas se alimentan de la savia y debilitan a las plantas, de manera que son incapaces de producir grano.

## Historia
Esta mosca fue descrita por Thomas Say en 1817. Es un insecto muy dañino. Ataca principalmente al tallo, aunque si tiene mucha hambre, puede comer toda parte de la planta que se ponga a su alcance.
En 1836 una infección importante de moscas del trigo causó escasez de cereales, agravando los problemas financieros de los agricultores antes del Pánico de 1837.

## Morfología y biología
Su cuerpo mide de 2.5 a 3.5 mm de largo, es de color gris oscuro o rojo amarronado, la hembra tiene puntos rojizos-marrones en su abdomen. Es de cabeza pequeña, su tórax es de color negro, con franjas laterales rosadas. Sus patas son largas y delgadas. 
Las hembras viven de 5 a 7 días y ponen un promedio de 40 a 250 huevos, principalmente en la cara superior o haz de las hojas. Los huevos son rojizos-amarronados, cilíndricos. Los huevos se desarrollan en 5 a 10 días. Las larvas se desarrollan en el trigo de invierno. La generación de otoño se desarrolla en los brotes, la generación de primavera durante las etapas de hinchamiento.

## Distribución
Se encuentra en Europa, norte de África, América del Norte, Nueva Zelanda, Asia central, Ucrania, y el Transcáucaso. En Rusia se encuentra en todo el sector europeo (excepto el extremo norte), en el norte del Cáucaso y Siberia.

## Ecología
En su zona principal de distribución produce de dos a tres generaciones anuales, en la zona sur de cuatro a cinco generaciones anuales. Las moscas comienzan a volar cuando la temperatura promedio diaria del aire se encuentra entre 10 o 12 °C en primavera, y mueren al cabo de 2 o 3 días. Es preciso que la temperatura se encuentre en el rango 16 a 20 °C para el desarrollo normal de todas las etapas de crecimiento. Los huevos y larvas fallecen a temperaturas superiores a 24 °C y durante heladas. Las moscas de la primera generación de primavera aparecen durante el hinchamiento de los cereales de invierno, que se extiende por 30 a 40 días. La combinación de temperaturas elevadas y baja humedad ambiental y vientos detiene el desarrollo de esta plaga. La acción de entomófagos (predadores y parásitos) también ayuda a reducir su población.

## Importancia económica
El mayor daño lo producen sobre las cosechas de cereales de invierno y primavera, incluidos trigo, cebada, centeno; la especie no ataca a las avenas. También se desarrolla en pastos silvestres (Elytrigia repens, Poa spp.) y pastos cultivados de cereal (Elytrigia tenerum, Elymus sibiricus, Roegneria fibrosa, Eremopyum spp., Bromus inermis). Las medidas de control incluyen la rotación de los cultivos (excluyendo los cultivos de granos luego de predecesores de cereal); eliminación del rastrojo, arado profundo a comienzos del otoño antes del brote de los cereales de invierno; erradicación de yuyos de Elytrigia.